# Paszab
Paszab is een plaats (község) en gemeente in het Hongaarse comitaat Szabolcs-Szatmár-Bereg, gelegen in het district Ibrány. Paszab telt 1232 inwoners (2015).